# Flavoxantina
La Flavoxantina es un colorante alimentario sintético de color amarillo dorado y de código E161a. Es un colorante derivado de carotenoides que no posee actividades de provitamina A. Se encuentra de forma natural, en pequeñas cantidades en algunas plantas.